# Lipinka (województwo lubuskie)
Lipinka – wieś w Polsce położona w województwie lubuskim, w powiecie strzelecko-drezdeneckim, w gminie Dobiegniew, nad Jeziorem Radęcińskim.
W latach 1975–1998 miejscowość administracyjnie należała do województwa gorzowskiego.